# مقاطعة كاي (أوكلاهوما)
مقاطعة كاي (بالإنجليزية: Kay County)‏ هي إحدى مقاطعات ولاية أوكلاهوما في الولايات المتحدة الأمريكية.